# 自由財
自由財（英語：Free good），為一經濟學名詞，定義為在價格等於零時需求量少於供給量的財貨。
自由財可用數量足以滿足所有人的慾望，因此人們不想得到更多。沒有人會願意為這些物品付出代價，因此獲得該財貨沒有機會成本。但是，使用自由財可能涉及到機會成本。
由於人們對自由財的慾望都能被滿足，所以稀少性的問題並不存在。亦因人們不用競爭這些物品，沒有人會願意為這些物品付出代價。另外，自由財並非由具有其他用途的稀少資源生產。
稀少性並不適用於自由財，因為無論在任何情況下，該物品的供給量，均會大於需求量。沒有人願意付出代價去得自由財。在大草原中的新鮮空氣，在大海中的海水就是自由財的例子。
應注意，免費提供的物品並不一定是自由財，經濟財也可能免費向消費者提供，免費報紙是經濟財，並非自由財，因為人需要付出時間成本去獲得。